# Sverstnitsy
Sverstnitsy (russisk: Сверстницы) er en sovjetisk spillefilm fra 1959 af Vasilij Ordynskij.

## Medvirkende
- Ljudmila Krylova som Svetlana
- Lidija Fedosejeva-Sjuksjina som Tanja
- Margarita Koseljeva som Kira
- Vladimir Kostin som Vasja
- Vsevolod Safonov som Arkadij